# 10379 Lake Placid
10379 Lake Placid eller 1996 OH är en asteroid i huvudbältet som upptäcktes 18 juli 1996 av den amerikanske astronomen George R. Viscome vid Rand-observatoriet. Den är uppkallad efter den amerikanska byn Lake Placid.
Asteroiden har en diameter på ungefär 11 kilometer.